# Trophée Michel-Brière
Pour les articles homonymes, voir Michel Brière et Brière (homonymie).
Le trophée Michel-Brière est remis au joueur de hockey sur glace qui a été le plus utile de la  Ligue de hockey junior Maritimes Québec. Il porte le nom de l'ancien joueur de la LHJMQ et la Ligue nationale de hockey, Michel Brière, mort dans un accident de voiture.

## Lauréats du trophée Michel-Brière
Ci-dessous sont inscrits les vainqueurs du trophée  :
- 1972-1973 : André Savard, Remparts de Québec
- 1973-1974 : Gary MacGregor, Royals de Cornwall
- 1974-1975 : Mario Viens, Royals de Cornwall
- 1975-1976 : Peter Marsh, Castors de Sherbrooke
- 1976-1977 : Lucien Deblois, Éperviers de Sorel
- 1977-1978 : Kevin Reeves, Junior de Montréal
- 1978-1979 : Pierre Lacroix, Draveurs de Trois-Rivières
- 1979-1980 : Denis Savard, Junior de Montréal
- 1980-1981 : Dale Hawerchuk, Royals de Cornwall
- 1981-1982 : John Chabot, Castors de Sherbrooke
- 1982-1983 : Pat Lafontaine, Junior de Verdun
- 1983-1984 : Mario Lemieux, Voisins de Laval
- 1984-1985 : Daniel Berthiaume, Saguenéens de Chicoutimi
- 1985-1986 : Guy Rouleau, Olympiques de Hull
- 1986-1987 : Robert Desjardins, Chevaliers de Longueuil
- 1987-1988 : Marc Saumier, Olympiques de Hull
- 1988-1989 : Stéphane Morin, Saguenéens de Chicoutimi
- 1989-1990 : Andrew McKim, Olympiques de Hull
- 1990-1991 : Yanic Perreault, Draveurs de Trois-Rivières
- 1991-1992 : Charles Poulin, Laser de St-Hyacinthe
- 1992-1993 : Jocelyn Thibault, Castors de Sherbrooke
- 1993-1994 : Emmanuel Fernandez, Titan Collège français de Laval
- 1994-1995 : Frédéric Chartier, Titan Collège français de Laval
- 1995-1996 : Christian Dubé, Castors de Sherbrooke
- 1996-1997 : Daniel Corso, Tigres de Victoriaville
- 1997-1998 : Ramzi Abid, Saguenéens de Chicoutimi
- 1998-1999 : Mathieu Chouinard, Cataractes de Shawinigan
- 1999-2000 : Brad Richards, Océanic de Rimouski
- 2000-2001 : Simon Gamache, Foreurs de Val-d'Or
- 2001-2002 : Pierre-Marc Bouchard, Saguenéens de Chicoutimi
- 2002-2003 : Joël Perrault, Drakkar de Baie-Comeau
- 2003-2004 : Sidney Crosby, Océanic de Rimouski
- 2004-2005 : Sidney Crosby, Océanic de Rimouski
- 2005-2006 : Aleksandr Radoulov, Remparts de Québec
- 2006-2007 : Mathieu Perreault, Titan d'Acadie-Bathurst
- 2007-2008 : Francis Paré, Saguenéens de Chicoutimi
- 2008-2009 : Nicola Riopel, Wildcats de Moncton
- 2009-2010 : Mike Hoffman, Sea Dogs de Saint-Jean
- 2010-2011 : Sean Couturier, Voltigeurs de Drummondville
- 2011-2012 : Yanni Gourde, Tigres de Victoriaville
- 2012-2013 : Jonathan Drouin, Mooseheads d'Halifax
- 2013-2014 : Anthony Mantha, Foreurs de Val-d'Or
- 2014-2015 : Conor Garland, Wildcats de Moncton
- 2015-2016 : Francis Perron, Huskies de Rouyn-Noranda
- 2016-2017 : Vitali Abramov, Olympiques de Gatineau
- 2017-2018 : Alex Barré-Boulet, Armada de Blainville-Boisbriand
- 2018-2019 : Alexis Lafrenière, Océanic de Rimouski
- 2019-2020 : Alexis Lafrenière, Océanic de Rimouski
- 2020-2021 : Cédric Desruisseaux, Islanders de Charlottetown
- 2021-2022 : William Dufour, Sea Dogs de Saint-Jean
- 2022-2023 : Jordan Dumais, Mooseheads d'Halifax
- 2023-2024 : Mathieu Cataford, Mooseheads d'Halifax
- 2024-2025 : Jonathan Fauchon, Armada de Blainville-Boisbriand et Océanic de Rimouski